# Slaget vid Palo Alto
Slaget vid Palo Alto var ett fältslag som ägde rum den 8 maj 1846 under mexikansk-amerikanska kriget. Slaget stod  nordväst om dagens Brownsville i Texas, mellan en amerikansk styrka på 2 400 man under Zachary Taylor och en 3 700 man stark mexikansk armé, under befäl av Mariano Arista. Striderna slutade med amerikansk seger, mycket tack vare deras ridande artilleri.

## Upptakt
1845 annekterade USA republiken Texas som tidigare hade brutit sig ut ur Mexiko. Annekteringen ledde dock till en dispyt mellan Mexiko och USA om var gränsen skulle dras. Amerikanerna yrkade för att den skulle dras längs Rio Grande, medan mexikanerna ansåg att Rio Nueces var ett bättre alternativ. Den nyvalde amerikanske presidenten, James Polk, skickade i början 1846 trupper för att besätta området ner till Rio Grande.  
Den tändande gnistan kom den 25 april 1846, då mexikanska trupper öppnade eld mot amerikanska soldater som uppehöll sig i det disputerade området. Fem dagar senare korsade mexikanska förband under generalen Mariano Arista Rio Grande. 
De amerikanska trupperna i området, under befäl av generalmajoren Zachary Taylor, uppförde då en befäst utpost, kallad Fort Texas, på flodens norra strand, bemannad av 500 man under majoren Jacob Brown. Mexikanerna lade omgående utposten under belägring och bombarderade försvarsverken med artilleri.  
Den amerikanska huvudstyrkan var då ute på proviantering, men då Taylor hörde kanonmullret från Fort Texas, gav han order omedelbar avmarsch för att undsätta garnisonen. När Arista fick underrättelse om Taylors återtåg beslöt han sig för att genskjuta och besegra de amerikanska trupperna innan de hann undsätta garnisonen. 

## Slaget
På eftermiddagen den 8 maj fick de båda härarna i stridskontakt med varandra. Efter att rekognoserat de mexikanska ställningarna, beordrade han att artilleriet under majoren Samuel Ringgold skulle öppna eld.  
Det mexikanska artilleriet besvarade elden, men på grund av den dåliga kvaliteten på det mexikanska krutet begränsades kanonernas effekt. Det mexikanska infanteriet led svåra förluster av den amerikanska artillerielden, men beordrades ändå att stanna kvar i sina ställningar.  
Efter en timmes bombardemang gick det mexikanska kavalleriet till anfall mot den amerikanska högerflygeln. Anfallet dämpades dock av den sumpiga terrängen och slogs effektivt tillbaka av amerikanerna.Ytterligare två gånger gick mexikanerna till anfall men drevs varje gång tillbaka av välriktad musköt- och artillerield.  
Efter ett kort uppehåll av striden återupptog det amerikanska artilleriet sin mördande eldgivning och slog upp stora hål i de mexikanska leden. Ett amerikanskt anfall mot den mexikanska vänsterflygeln stoppades dock upp av det mexikanska kavalleriet.Samtidigt slogs ett liknande mexikanskt anfall mot den amerikanska vänsterflygeln tillbaka av elden från Ringgolds kanoner. Under striden träffades dock Ringgold av en mexikansk kanonkula och sårades dödligt. 
Slaget fortsatte sedan hela kvällen innan mörkrets inbrott gjorde slut på striderna.

## Följder
De amerikanska förlusterna uppgick till 4 döda, 48 sårade och 2 saknade. Mexikanernas förluster var betydligt större med 125 döda, 200 sårade samt 26 tillfångatagna eller saknade. 
Under natten till den 9 maj beslöt sig Arista att dra sig tillbaka från stridsområdet för att inta fördelaktigare ställningar längre söderut. 

## Bilder

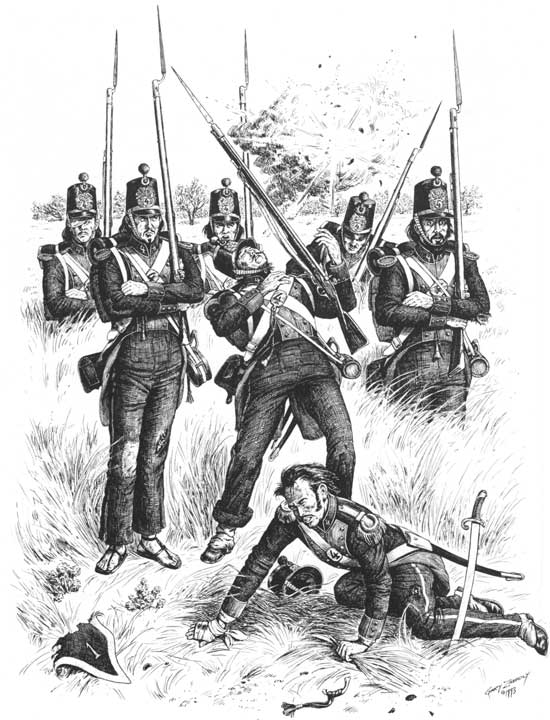
Det mexikanska infanteriet tillfogades betydande förluster av den amerikanska artillerielden. Amerikanernas ridande artilleri fick en avgörande betydelse för slagets utgång. På bilden syns soldater ur det mexikanska 4:e infanteriregementet.
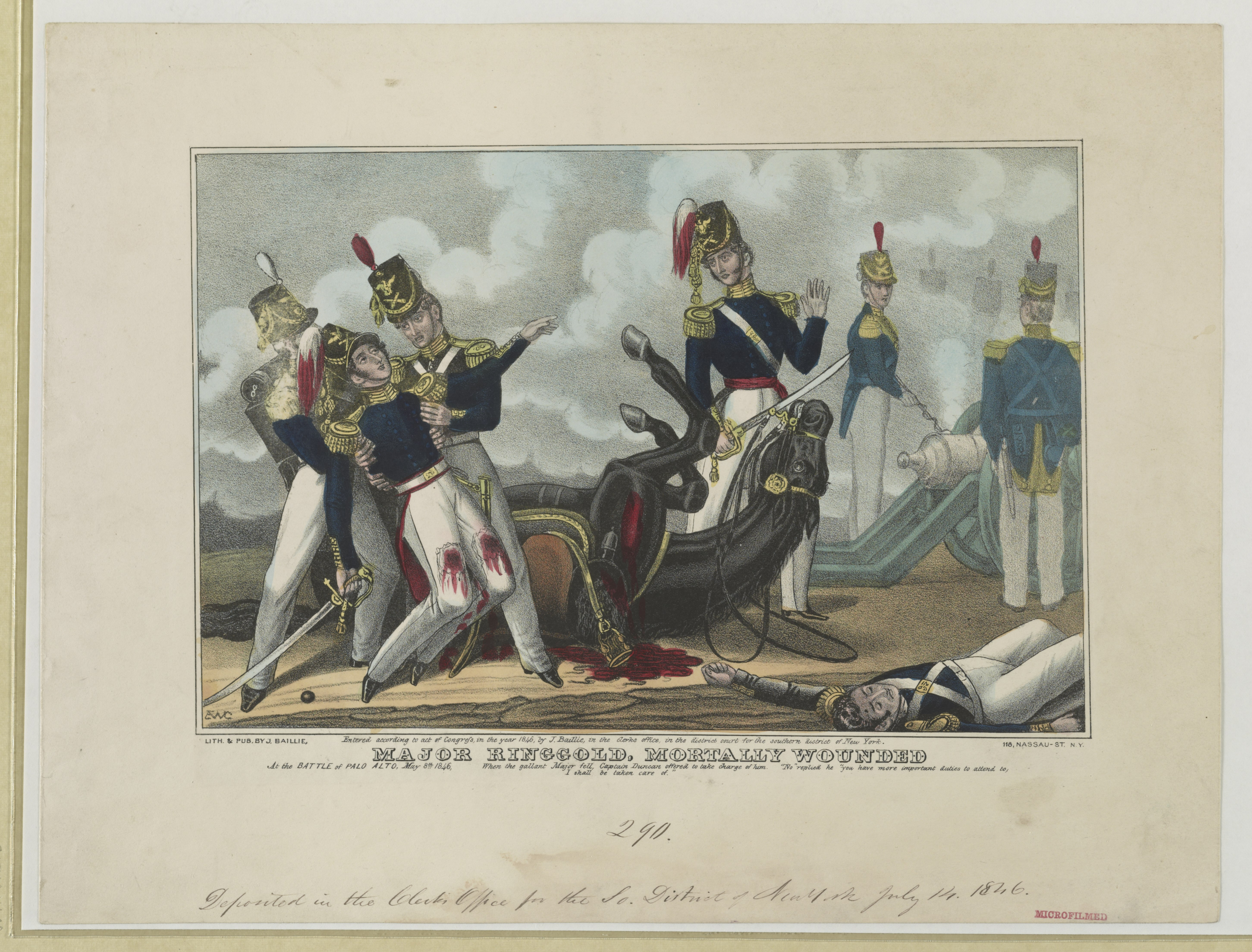
Major Samuel Ringgold såras dödligt av en mexikansk kanonkula. Litografi av James S. Baillie 1846.
Närstrid mellan amerikanska och mexikanska soldater, litografi av Sarony & Major 1846.
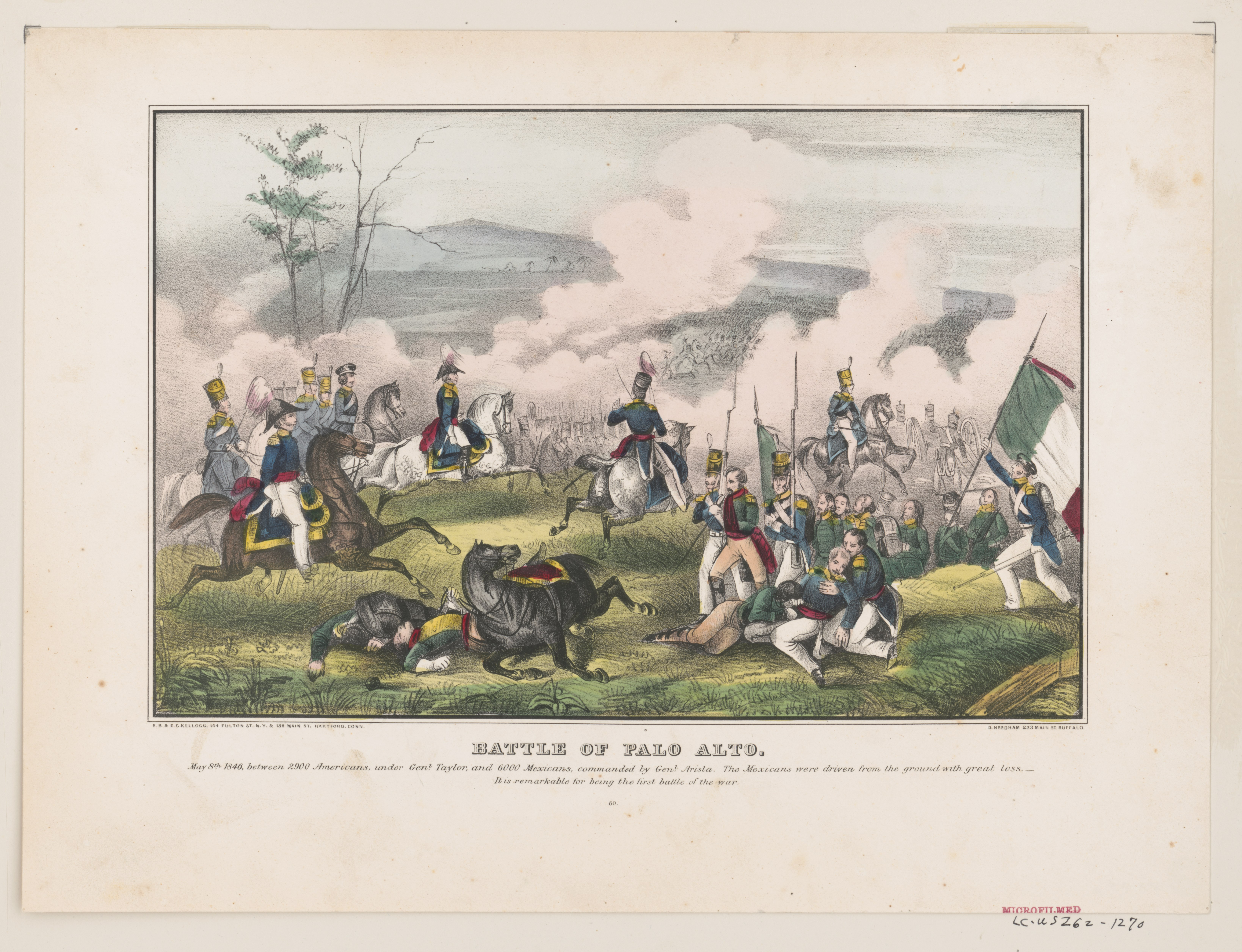
Taylor rider bland sina trupper under slaget. Längst till höger syns en amerikansk infanterist bärande på en erövrad mexikansk fana. Litografi av E.B. & E.C. Kellogg 1846.

### Webbkällor
- https://www.thoughtco.com/mexican-american-war-battle-palo-alto-2361049
- https://www.mymexicanwar.com/battles/460508-palo-alto/
- http://www.pbs.org/kera/usmexicanwar/war/palo_alto.html